# Patrik Carlgren
Patrik Carlgren (Falun, 8 januari 1992) is een Zweeds voetballer die als doelman speelt. Hij tekende in 2013 bij AIK Fotboll.

## Clubcarrière
In 2012 verruilde Carlgren Falu FK voor IK Brage. Op 9 juni 2012 debuteerde hij in de Superettan tegen Umeå FC. In totaal speelde hij twintig competitieduels voor IK Brage. In juli 2013 maakte de doelman de overstap naar AIK Fotboll. Op 8 mei 2015 debuteerde hij in de Allsvenskan tegen Halmstads BK. In zijn eerste seizoen kwam Carlgren tot een totaal van 22 competitiewedstrijden.

## Interlandcarrière
Carlgren debuteerde in 2013 voor Zweden –21. In juni 2015 won hij met Zweden –21 het Europees kampioenschap voor spelers onder 21 jaar in Tsjechië. In de finale werd Portugal –21 verslagen na strafschoppen. Ricardo Esgaio en William Carvalho misten hun strafschop oog in oog met Carlgren. In november 2015 haalde bondscoach Erik Hamrén Carlgren voor het eerst bij het Zweeds voetbalelftal voor twee vriendschappelijke interlands, waarin hij fungeerde als reservedoelman. Op 10 januari 2016 maakte hij zijn debuut voor Zweden in een oefenwedstrijd tegen Finland. Hamrén nam Carlgren op 11 mei 2016 op in de selectie voor het Europees kampioenschap voetbal 2016 in Frankrijk. Zweden werd uitgeschakeld in de groepsfase na nederlagen tegen Italië (0–1) en België (0–1) en een gelijkspel tegen Ierland (1–1).

## Erelijst

### MetZweden –21
| Nationaal      |    |      |
| Winnaar EK –21 | 1x | 2015 |